# Abigail Ives
Abigail Ives (nascida a 9 de fevereiro de 2004) é uma atleta britânica de meia distância.

## Juventude
De Essex, é membro do Basildon Athletic Club. Abigail venceu o seu primeiro campeonato de cross-country por faixa etária pelo Basildon AC em 2015, quando tinha 13 anos. Frequentou a Coopers' Company e a Coborn School em Upminster. Em 2015, conquistou o título individual por faixa etária nas finais nacionais da Taça de Cross-Country em Bedford.

## Carreira

### 2022
Ela foi seleccionada para representar a Grã-Bretanha no Campeonato Mundial de Atletismo Sub-20 de 2022. Entrou no campeonato com a melhor marca dos 800 metros, 2:01.88. Venceu a semifinal com uma corrida de 2:01.92, antes de terminar em sexto lugar na final.

### 2023
Em fevereiro de 2023, venceu o bronze no Campeonato Britânico de Atletismo Indoor de 2023, em Birmingham, nos 800 metros. Em maio de 2023, fez o melhor tempo pessoal dos 800 metros, 1:59.92 em Belfast, tornando-se apenas a quarta atleta sub-20 britânica a quebrar a barreira dos dois minutos na distância. Em agosto de 2023, venceu a prata no Campeonato Europeu de Atletismo Sub-20 de 2023, em Jerusalém, nos 800 metros. Mais tarde, foi eleita a Atleta Feminina Sub-20 Britânica do Athletics Weekly.

### 2024
Em maio de 2024, conquistou o título dos 800 metros da British Universities and Colleges Sport (BUCS), competindo pela Universidade de Birmingham.

## Vida pessoal
A sua irmã mais velha, Isobel Ives, também compete como atleta de meia distância, combinando o desporto com a sua profissão como engenheira civil em Chelmsford.